# The Somberlain
The Somberlain ist das Debütalbum der schwedischen Black-/Death-Metal-Band Dissection. Es wurde 1993 über No Fashion Records veröffentlicht.

## Entstehung
Im März 1992 ging Dissection ins Studio, um eine Promo-Kassette aufzunehmen. Diese enthielt die Stücke Frozen, Cold Winds, Mistress of the Bleeding Sorrow und Feathers Fell und wurde in wenigen Exemplaren als The Somberlain-Promo 1992 mit zusätzlicher Proberaumaufnahme verschickt. Kurz darauf unterschrieb die Band für ein Album bei No Fashion Records. Tomas Nyqvist von No Fashion Records erwähnte 2016 gegenüber dem Bardo Methodology, er habe den Dissection-Sänger und -Gitarristen Jon Nödtveidt 1989 durch dessen Mega Mag kennengelernt. Nödtveidt habe ihm Dissections Demoaufnahme The Grief Prophecy zugesandt, die Potential gezeigt habe. Nyqvist habe Nödtveidt empfohlen, eine andere Gesangsart als die tiefen Growls auszuprobieren, wisse aber nicht, ob dies auf Nödtveidt Einfluss gehabt habe. Nach dem Hören der Kassette von 1992 habe Nyqvist sofort bei Nödtveidt angerufen und Interesse an der Veröffentlichung eines Albums geäußert.
Im März 1993 nahm Dissection das Debütalbum binnen fünf Tagen auf, die Aufnahmen kosteten Nyqvist 6 000 Skr (umgerechnet 700 USD/625 EUR). Eingespielt und abgemischt wurde es im Hellspawn-/Unisound-Studio mit Dan Swanö von Edge of Sanity. Während der Aufnahmen wohnten die Mitglieder der Band vorübergehend in unterschiedlichen Orten. Nach dem Sommer 1993 zogen sie nach Göteborg und teilten sich mit At the Gates einen festen Proberaum. Im Dezember desselben Jahres erschien das Album. Dissection widmete es der Erinnerung an Euronymous von Mayhem, der im gleichen Jahr ermordet worden war. Zunächst wurde eine CD-Auflage von 500 Exemplaren gepresst. Zur Promotion spielte die Band Konzerte im Raum um Schweden.

## Titelliste
1. Black Horizons (8:12)
2. The Somberlain (7:07)
3. Crimson Towers (0:50)
4. A Land Forlorn (6:40)
5. Heaven′s Damnation (4:42)
6. Frozen (3:47)
7. Into Infinite Obscurity (1:05)
8. In the Cold Winds of Nowhere (4:22)
9. The Grief Prophecy / Shadows Over a Lost Kingdom (3:31)
10. Mistress of the Bleeding Sorrow (4:36)
11. Feathers Fell (0:41)

## Musikstil und Texte
Andrea Biagi beschreibt The Somberlain in der Biographie der Band als „neue Sorte sinistren, majestätischen, satanischen Metal des Todes, der die vorherrschenden Barrieren des Heavy, Black und Death Metal überschritt“.

## Rezeption
Die erste 500er-Auflage des Albums war nach weniger als einer Woche ausverkauft. Nyqvist wurde von House of Kicks mitgeteilt, das mindestens noch eine weitere 1000er-Auflage nötig sei. Indem Nyqvist House of Kicks mit dem Vertrieb beauftragte, machte er den laut Niklas Göransson vom Bardo Methodology größten Fehler seines Lebens. Nyqvist und die von ihm unter Vertrag genommenen Bands wurden, wie er gegenüber Göransson berichtete, um ihr Geld betrogen, Nyqvist hatte nach eigenen Angaben nichtmal Strom in seiner Wohnung, während House of Kicks nicht zuletzt mit dem Dissection-Album viel Geld einnahm. Nyqvist begegnete Jahre später dem ehemaligen Dissection-Schlagzeuger Ole Öhman, der ihn griff, gegen die Wand drückte und fragte, und wo er gesteckt habe. Nyqvist entgegnete ihm, er solle ruhig zuschlagen, kenne aber nicht die ganze Geschichte. Öhman sei wütend gewesen, sei aber bereit gewesen, Nyqvist zuzuhören, und habe sich nach dessen Erklärungen zumindest diesem gegenüber beruhigt. Nach Nyqvists Wissen wurde nur Merciless eine Entschädigung zuteil, ebenso Dissection, nachdem Jon Nödtveidt nach seiner Entlassung aus dem Gefängnis House of Kicks persönlich besuchte und seine Rechte an The Somberlain zurückforderte. Einige Monate später brachte Nödtveidt Wiederveröffentlichungen des Debüts und des Nachfolgers Storm of the Light’s Bane bei Black Horizon heraus.
Biagi erwähnt in der Biographie der Band, dass das Album hervorragende Rezensionen und überwältigende Rezeption im Metal-Untergrund erhielt, woraufhin Dissection sich einen Ruf als eine der fähigsten Bands der Szene erarbeitete. Anfang 1994 gelangte das Album in die skandinavischen Metal-Charts und besetzte für mehrere Wochen die Nummer 1 der House-of-Kicks-Charts. Schätzungen zufolge wurden von The Somberlain und Storm of the Light’s Bane jeweils mehr als 100.000 Exemplare verkauft.
In einer Rezension des Nachfolgers Storm of the Light’s Bane im Rock Hard wurde The Somberlain als „grandiose[s] Debüt“ bezeichnet. 2009 nahm das Magazin die Veröffentlichung in die Liste der „250 Black-Metal-Alben, die man kennen sollte“ auf.